# Alaska Statehood Act
L'Alaska Statehood Act (Pub.L. 85-508, 72 Stat. 339, emanato il 7 luglio 1958) è stato firmato dal Presidente Dwight D. Eisenhower il 7 luglio 1958, consentendo all'Alaska di diventare il 49 ° stato degli Stati Uniti il 3 gennaio, 1959.

## Storia
Dal 1867 al 1884 l'Alaska era considerato un distretto militare degli Stati Uniti d'America sotto il controllo del governo federale. Gli Alaskans avevano cercato la sovranità sin dagli anni '20, anche se questa visione non fu realizzata fino al decennio successivo alla seconda guerra mondiale.

### Il primo atto organico
Nel 1884, il governo approvò la legge organica che consentì all'Alaska di diventare un distretto giudiziario e civile, con giudici, impiegati, marescialli e funzionari governativi limitati nominati dal governo federale per governare il territorio. [1] Inoltre, durante la Gold Rush Era (1890-1900), oltre 30 000 persone viaggiarono verso nord nel territorio dello Yukon e in Alaska in cerca di oro. Diverse industrie sono cresciute di conseguenza, come la pesca, la cattura, l'estrazione e la produzione di minerali. Le risorse dell'Alaska erano esaurite nella misura in cui veniva considerata una "economia coloniale". L'Alaska era ancora solo un distretto, tuttavia, e il governo locale aveva scarso controllo sugli affari locali.

### Il secondo atto organico
Sono sorti diversi problemi che hanno reso più difficile per l'Alaska spingere verso l'autogoverno. Uno di questi fu la formazione del "Sindacato dell'Alaska" nel 1906 dai due baroni J. P. Morgan e Simon Guggenheim. [2] La loro influenza si diffuse e vennero a controllare la miniera di rame Kennecott, le compagnie di navigazione a vapore e ferroviarie e l'imballaggio di salmone. L'influenza del Sindacato a Washington D.C. si oppose a qualsiasi ulteriore movimento verso il governo di casa dell'Alaska. James Wickersham, tuttavia, divenne sempre più preoccupato dello sfruttamento dell'Alaska per interessi personali e corporativi e si assunse la responsabilità di combattere per l'autogoverno dell'Alaska. Ha usato il caso Ballinger-Pinchot per aiutare a raggiungere questo obiettivo. Come risultato della vicenda, l'Alaska era sui titoli nazionali, e il presidente Taft fu costretto a mandare un messaggio al Congresso il 2 febbraio 1912, insistendo sul fatto che ascoltassero Wickersham. Nell'aprile 1912 il Congresso approvò la seconda legge organica che trasformò l'Alaska in un territorio degli Stati Uniti con una legislatura eletta. Il governo federale manteneva ancora molto del controllo sulle leggi in materia di pesca, giochi e risorse naturali e il governatore era ancora nominato dal presidente. Nel 1916, Wickersham, che era ora un delegato al Congresso, propose il primo progetto di legge per lo stato dell'Alaska. Il disegno di legge, tuttavia, fallì, in parte a causa del disinteresse domestico tra gli Alaskans per ottenere uno stato.

### Discriminazione nazionale e congressuale
La discriminazione contro il territorio dell'Alaska ha reso difficile per il Congresso ottenere molto da fare. La discussione sulla revisione della seconda legge organica ha richiesto molto tempo, ma è fallita. Invece il Congresso approvò il Jones Act (noto anche come il Merchant Marine Act del 1920) e il White Act del 1924 che rendevano entrambi i problemi di pesca peggiori per gli Alaskans piuttosto che migliori. Gli alaskans erano irritati da questi due atti e sentivano che erano discriminatori. Le cose sono state aggravate da conflitti regionali che hanno distolto l'attenzione dalla questione dello stato. Negli anni '30 l'Alaska fu afflitta dalla depressione. Durante questo periodo, il presidente Roosevelt fece due cose significative per l'Alaska. In primo luogo ha permesso a 1 000 agricoltori selezionati feriti dalla depressione di trasferirsi in Alaska e colonizzare la valle Matanuska-Susitna, ottenendo una seconda possibilità di successo agricolo. Secondo e più importante, Roosevelt nominò Ernest Gruening governatore dell'Alaska nel 1939. Edward Lewis "Bob" Bartlett, che fu uno dei delegati territoriali dell'Alaska al Congresso dal 1944 al 1958 quando divenne un senatore degli Stati Uniti che rappresentava l'Alaska, sarebbe diventato uno di quelli di Gruening. i più importanti alleati nel sostenere la causa per lo stato dell'Alaska.

### Abbattere le barriere verso lo stato
Il desiderio di Stato dell'Alaska fu molto aiutato dalla quantità di attenzione che ricevette durante la Seconda Guerra Mondiale e gli anni della Guerra Fredda. Quando divenne un'importante base strategica e una chiave per il Pacifico, la sua popolazione aumentò con il numero di soldati inviati lì e la sua situazione raggiunse l'attenzione nazionale. Eppure, anche così, molte barriere si sono fermate tra l'Alaska e la statualità. Molti Alaskani come i fratelli Lomen di Nome e Austin E. "Cap" Lathrop, che hanno beneficiato in gran parte della piccola base fiscale dell'Alaska, non volevano che la loro attività o le loro imprese venissero danneggiate finanziariamente dall'aumento delle tasse che deriverebbero dallo stato. Altri alaskani temevano che lo stato avrebbe provocato un'ondata di più persone che venivano in Alaska, cosa che non volevano. C'era abbastanza di una maggioranza, però, che voleva la statualità per poter passare un referendum per la sovranità in Alaska nel 1946 con un voto di 3: 2.

### L'opposizione
Con l'aiuto del referendum, Bartlett è stata in grado di presentare una proposta di legge al Congresso. Il disegno di legge, tuttavia, è stato immediatamente abbattuto da una coalizione di democratici e repubblicani. (I repubblicani temevano che l'Alaska non sarebbe stata in grado di aumentare le tasse a causa della sua piccola popolazione e finirono per essere uno Stato assistenziale.I sud-democratici temevano più deputati congressuali per i diritti civili). Per vendicarsi, Gruening istituì il "Comitato statale dell'Alaska" in 1949. Incoraggiò giornalisti, editori di giornali, politici e membri di organizzazioni nazionali e sindacali ad aiutare ad usare le loro posizioni e il loro potere per rendere più nota la questione dello stato dell'Alaska. Riunì un gruppo di 100 personaggi di spicco, tra cui Eleanor Roosevelt, l'attore James Cagney, Pearl S. Buck, John Gunther, lo storico Arthur M. Schlesinger, Jr. e Reinhold Niebuhr, che rappresentavano tutti la causa dell'Alaska. Un altro disegno di legge fu presentato al Congresso nel 1949 e approvato nel Parlamento con un voto da 186 a 146 nel 1950. Tuttavia, il disegno di legge fu poi abbattuto al Senato, sempre per paura di aggiungere altri democratici all'81 ° Congresso (1949-1951). Democratico (54 posti) Repubblicano (42 posti). [3] Il 27 febbraio 1952, il Senato con un margine di un voto (45-44) uccise il conto dello stato per un altro anno. I democratici del sud avevano minacciato un ostruzionismo per ritardare la considerazione. Nell'indirizzo dello stato dell'Unione del 1954, Eisenhower si riferì allo stato per le Hawaii (quindi un territorio repubblicano) ma non per l'Alaska (quindi un territorio democratico). A marzo, frustrato dal rifiuto di Eisenhower di sostenere lo stato per l'Alaska, una coalizione del Senato guidata dai democratici legò insieme i destini dell'Alaska e dello stato delle Hawaii come un unico pacchetto. La mossa procedurale è stata sostenuta da alcuni democratici del Sud, preoccupati per l'aggiunta di nuovi voti nei diritti civili per il movimento dei neri, nella speranza di sconfiggere entrambe le misure.

### Aumentare l'interesse pubblico
Sei membri della Commissione per gli affari interni ed insulari del Senato, incluso il senatore Butler, sono andati in Alaska per tenere audizioni pubbliche e vedere da soli quale fosse il sentimento pubblico in Alaska. In risposta alla visita, gli Alaskans non avrebbero lasciato che gli americani dimenticassero la causa. I cittadini hanno inviato cartoline di Natale con la scritta "Fai [Alaskans '] il futuro brillante / Chiedi al tuo senatore di diventare stato / E inizia il nuovo anno giusto". Le donne confezionarono mazzi di fiori dell'Alaska, i Non scordar di me e li mandarono ai membri del Congresso. Movimenti come "Operation Statehood" hanno anche aumentato la pressione sul Congresso. "La mancanza di interesse pubblico" non poteva più essere usata come una scusa plausibile per prevenire lo stato.
Nel 1954 il governatore territoriale B. Frank Heintzleman propose di dividere l'Alaska al 156 ° meridiano ovest. La maggior parte degli Alaskani si oppose alla sua proposta. [5]

#### Gruening e la Convenzione costituzionale
Nell'interesse del fervore crescente e dell'entusiasmo verso la causa, nel 1955 si tenne una convenzione costituzionale all'Università dell'Alaska, a Fairbanks. Durante questa convenzione, Gruening pronunciò un discorso molto potente che paragonò la situazione dell'Alaska alla lotta americana per l'indipendenza. Il famoso discorso era intitolato "Let Us End Colonialism americano" e ha avuto un impatto molto influente. La convention è stata molto apprezzata e molto emozionante. La Costituzione per l'Alaska fu scritta e gli Alaskani votarono e approvarono la Costituzione dell'Alaska nel 1956 con una schiacciante approvazione. La Costituzione è stata nominata "una delle migliori, se non le migliori, costituzioni statali mai scritte" dalla National Municipal League. [Perché?]

#### Il piano del Tennessee
Un altro passo avanti per la causa è stato preso dall'adozione dell'Alaska del "Piano del Tennessee" che ha permesso loro di eleggere i loro delegati al Congresso senza dover aspettare un atto ufficiale del Congresso. Gli Alaskans hanno quindi eletto al Congresso i senatori Ernest Gruening e William A. Egan e il rappresentante della Camera Ralph J. Rivers. Gruening, Egan e Rivers parteciparono al Congresso e furono educatamente accolti, sebbene non fossero ufficialmente seduti o riconosciuti in alcun modo. La delegazione dell'Alaska non si arrese, tuttavia, e ha lavorato duramente con Bartlett per fare pressione sul Congresso.

#### I membri del Congresso finalmente cambiano idea
Alla fine, con l'aiuto dell'influenza di Bartlett, il presidente della Camera, Sam Rayburn, che fino al 1957 era stato un ardente oppositore della causa statale dell'Alaska, cambiò idea e quando il Congresso si riunì nel gennaio 1958, il presidente Eisenhower approvò pienamente il progetto di legge. la prima volta. Il senatore Lyndon B. Johnson ha promesso il suo impegno per il disegno di legge, ma altri ancora si sono messi in mezzo, come il rappresentante Howard W. Smith della Virginia, presidente del potente Comitato per le Regole, e Thomas Pelly dello Stato di Washington che voleva aprire le acque dell'Alaska da usare da Washingtonians. Alla fine, tuttavia, tale resistenza è stata aggirata e l'Assemblea ha approvato la legge sullo stato. Il Senato, che aveva avuto una sua versione del disegno di legge e la versione della Camera, alla fine riuscì a far passare il conto della Camera attraverso la fervida sollecitazione di Bartlett con un voto di 64-20. Il 3 gennaio 1959, dopo molte lotte e attraverso gli sforzi di molti, l'Alaska divenne infine il 49 ° stato degli Stati Uniti d'America dopo la firma della dichiarazione ufficiale da parte del presidente Eisenhower.